# Balt-Orient-Express
Balt-Orient Express è una relazione ferroviaria tra Stoccolma e Bucarest creata nel 1948. L'attraversamento del Mar Baltico avveniva via traghetto tra i porti di Trelleborg in Svezia e di Sassnitz nella Repubblica Democratica Tedesca.
Dall'introduzione di questa relazione l'itinerario è stato più volte cambiato:
1. 1950 Stoccolma-Sofia via Bucarest
2. 1954 Berlino-Sofia via Bucarest con vetture dirette Stoccolma-Sassnitz-Berlino
3. 1956 Stoccolma-Sofia via Belgrado
4. anni '80-'90 Berlino-Bucarest via Praga-Bratislava-Budapest